# Echiura

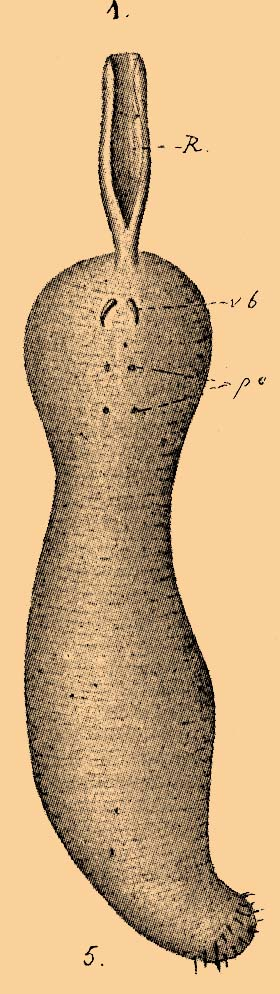

Echiura là một nhóm nhỏ động vật thủy sinh, từng được coi là một ngành riêng biệt, nhưng nay được thống nhất phân loại là một lớp giun đốt đã mất đi sự phân đốt vốn có. Hầu hết loài Echiura sống trong vùng nước nông. Hơn 230 loài đã được mô tả. Echiura ít hoá thạch - hoá thạch cổ nhất có niên đại từ thế Pennsylvania của kỷ Than đá. Tuy nhiên, hang hình chữ U hoá thạch mà có thể của Echiura đã xuất hiện từ kỷ Cambri.

## Phân bố và môi trường sống
Các loài Echiura chỉ sống ngoài biển và tập trung ở Đại Tây Dương. Chúng sống tầng đáy, đào hang dưới đáy biển, ở vùng hạ gian triều hay chỗ gần bờ nước nông (như Echiurus, Urechis, và Ikeda). Một ít loài có mặt ở nơi nước sâu, gồm cả vùng biển thẳm. Chúng hay xúm lại trong lớp cặn đáy biển giàu mùn bã hữu cơ.
Một loài, Thalassema mellita, sống ở vùng biển đông nam Hoa Kỳ, cư ngụ trong bộ xương ngoài của Clypeasteroida. Khi giun non còn bé, chúng chui vào trong cái vỏ xương.
Vào thập niên 1970, người ta từng ghi nhận mật độ Listriolobus pelodes sống cạnh chỗ nước cống thải ra lên đến 1.500 con/m². Hoạt động đào và ăn của những con giun này làm khuấy tung lớp cặn và thông thoáng bầu nước, giúp giữ một hệ sinh thái cân bằng với nhiều loại sinh vật hơn, mà nếu vắng mặt chúng thì ta khó sống sót ở nơi bị ô nhiễm nặng này.

## Danh sách họ
Theo WoRMS: 
- bộ Bonelliida
  - họ Bonelliidae Lacaze-Duthiers, 1858
  - họ Thalassematidae (hiện không có loài nào)
- bộ Echiurida
  - họ Echiuridae
  - họ Ikedidae Bock, 1942
  - họ Urechidae Fisher & Macginitie, 1928

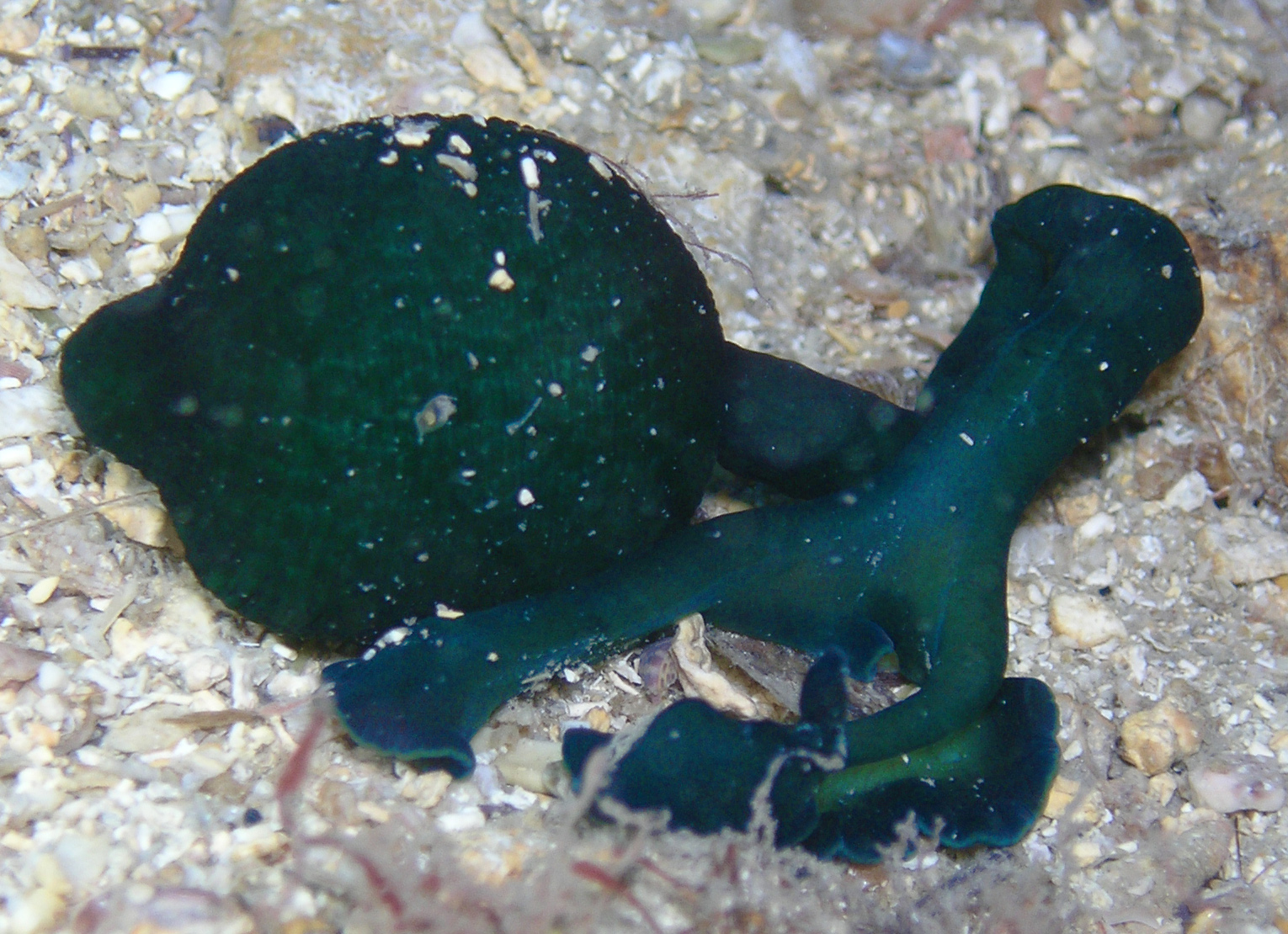
Bonellia viridis
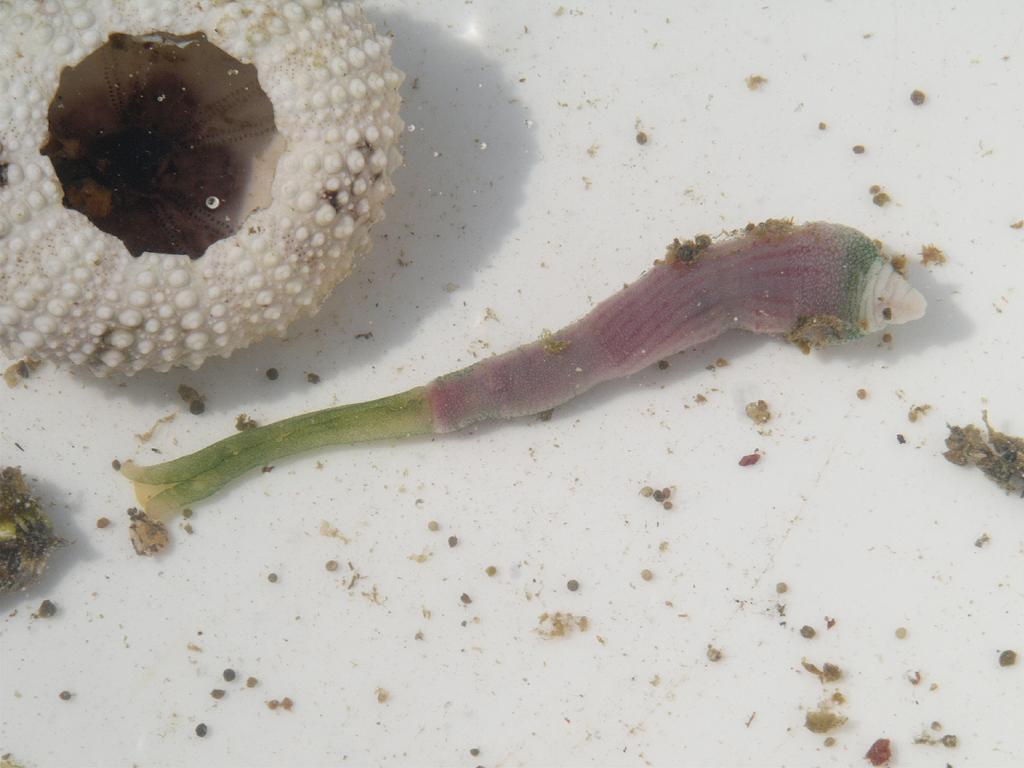
Ochetostoma erythrogrammon